# Mannweiler-Cölln
Mannweiler-Cölln est une municipalité allemande située dans le land de Rhénanie-Palatinat et l'arrondissement du Mont-Tonnerre.
Jumelée le 21 avril 2018 avec la commune de FRICOURT (80300, Somme).